# 胡道爾數
胡道爾數（Woodall number）、第二種卡倫數或黎塞爾數（Riesel number）是形式如{\displaystyle n\times 2^{n}-1}（寫作{\displaystyle W_{n}}）的自然數。1917年艾倫·坎寧安和胡道爾最先研究，由卡倫數的研究引發。
胡道爾數有很多特殊的整除性質。若p是質數，p可整除：（下面使用了雅可比符號）
- {\displaystyle W_{(p+1)/2}}若雅可比符号{\displaystyle \left({\frac {2}{p}}\right)=+1}
- {\displaystyle W_{(3p-1)/2}}若雅可比符号{\displaystyle \left({\frac {2}{p}}\right)=-1}

## 前幾項的胡道爾數
1, 7, 23, 63, 159, 383, 895, … （OEIS數列A003261）.

## 胡道爾質數
有頗少胡道爾數同時是質數，十億以內的只有7, 23, 383（OEIS:A050918）。當n=2, 3, 6, 30, 75, 81, 115, 123...（OEIS:A002234），{\displaystyle W_{n}}便為胡道爾質數。
「幾乎所有胡道爾數都是合成數」仍是猜想。